# Arrondissement Cholet
Das Arrondissement Cholet ist eine Verwaltungseinheit des Départements Maine-et-Loire in der französischen Region Pays de la Loire. Die Unterpräfektur hat ihren Sitz in Cholet.
Es umfasst 32 Gemeinden aus sechs Kantonen.

## Kantone
- Beaupréau-en-Mauges
- Chemillé-en-Anjou (mit 1 von 7 Gemeinden)
- Cholet-1
- Cholet-2
- Mauges-sur-Loire
- Sèvremoine

## Gemeinden
Die Gemeinden des Arrondissements Cholet sind:
| 1. Beaupréau-en-Mauges (49023)      | 2. Bégrolles-en-Mauges (49027) | 3. Cernusson (49057)            | 4. Chanteloup-les-Bois (49070)       |
| 5. Chemillé-en-Anjou (49092)        | 6. Cholet (49099)              | 7. Cléré-sur-Layon (49102)      | 8. Coron (49109)                     |
| 9. La Plaine (49240)                | 10. La Romagne (49260)         | 11. La Séguinière (49332)       | 12. La Tessoualle (49343)            |
| 13. Le May-sur-Èvre (49193)         | 14. Les Cerqueux (49058)       | 15. Lys-Haut-Layon (49373)      | 16. Mauges-sur-Loire (49244)         |
| 17. Maulévrier (49192)              | 18. Mazières-en-Mauges (49195) | 19. Montilliers (49211)         | 20. Montrevault-sur-Èvre (49218)     |
| 21. Nuaillé (49231)                 | 22. Orée d’Anjou (49069)       | 23. Passavant-sur-Layon (49236) | 24. Saint-Christophe-du-Bois (49269) |
| 25. Saint-Léger-sous-Cholet (49299) | 26. Saint-Paul-du-Bois (49310) | 27. Sèvremoine (49301)          | 28. Somloire (49336)                 |
| 29. Toutlemonde (49352)             | 30. Trémentines (49355)        | 31. Vezins (49371)              | 32. Yzernay (49381)                  |

## Neuordnung der Arrondissements 2017

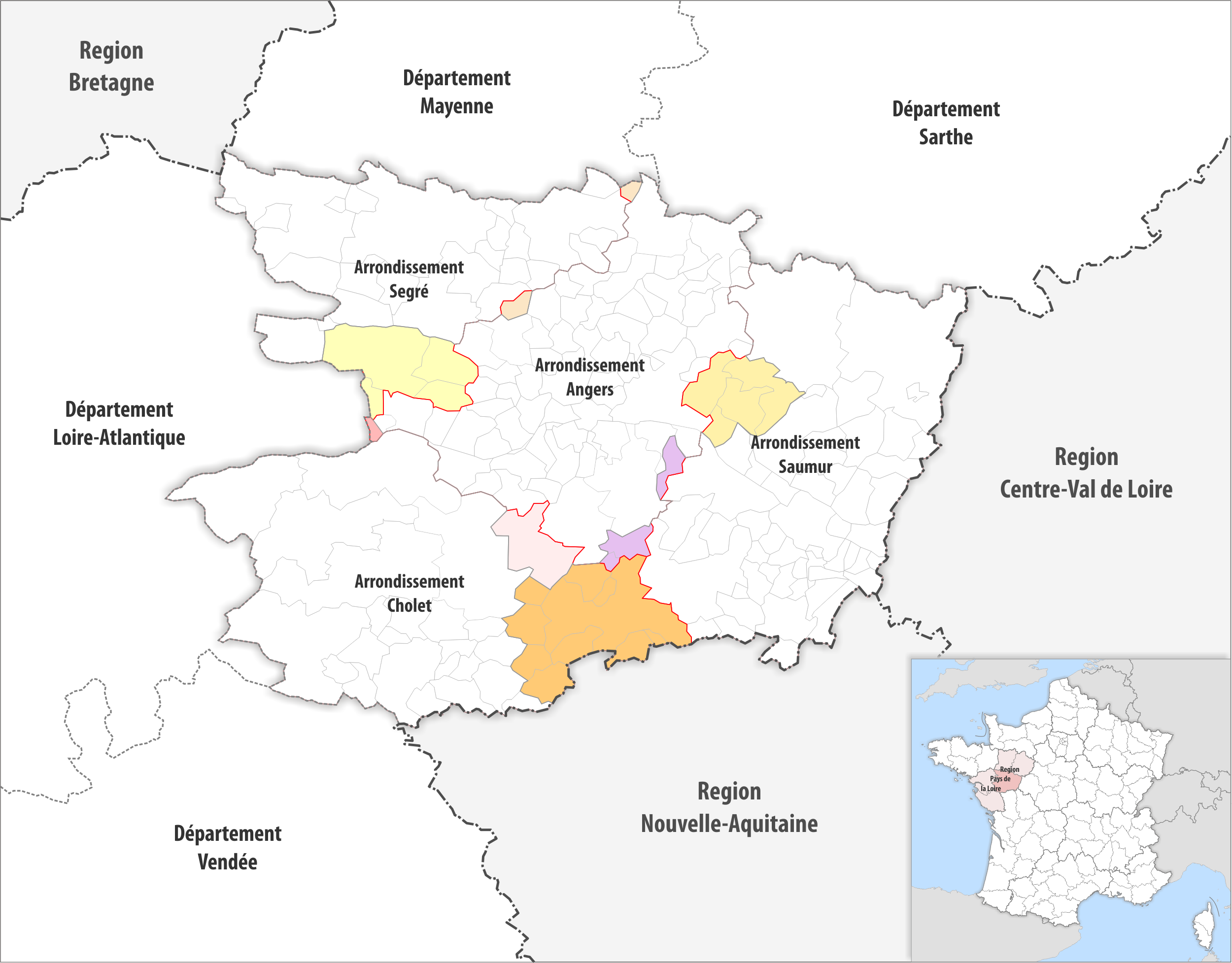
Arrondissementsanpassungen im Jahr 2017

Durch die Neuordnung der Arrondissements im Jahr 2017 wechselten aus dem Arrondissement Saumur die Fläche der neun Gemeinden Cernusson, Cléré-sur-Layon, Coron, La Plaine, Lys-Haut-Layon, Montilliers, Passavant-sur-Layon, Saint-Paul-du-Bois und Somloire sowie die Fläche der ehemaligen Gemeinde La Salle-de-Vihiers und aus dem Arrondissement Angers die Fläche der zwei ehemaligen Gemeinden Chanzeaux und Valanjou zum Arrondissement Cholet.

## Ehemalige Gemeinden seit der landesweiten Neuordnung der Kantone
bis 2016: La Fosse-de-Tigné, Les Cerqueux-sous-Passavant, Nueil-sur-Layon, Tancoigné, Tigné, Trémont, Vihiers
bis 2015: Andrezé, Beaupréau, Beausse, Botz-en-Mauges, Bourgneuf-en-Mauges, Bouzillé, Champtoceaux, Chanzeaux, Chaudron-en-Mauges, Chemillé-Melay, Cossé-d’Anjou, Drain, Gesté, Jallais, La Boissière-sur-Èvre, La Chapelle-du-Genêt, La Chapelle-Rousselin, La Chapelle-Saint-Florent, La Chaussaire, La Jubaudière, La Jumellière, La Poitevinière, La Pommeraye, La Renaudière, La Salle-de-Vihiers, La Salle-et-Chapelle-Aubry, La Tourlandry, La Varenne, Landemont, Le Fief-Sauvin, Le Fuilet, Le Longeron, Le Marillais, Le Mesnil-en-Vallée, Le Pin-en-Mauges, Le Puiset-Doré, Liré, Montfaucon-Montigné, Montjean-sur-Loire, Montrevault, Neuvy-en-Mauges, Roussay, Saint-André-de-la-Marche, Sainte-Christine, Saint-Christophe-la-Couperie, Saint-Crespin-sur-Moine, Saint-Florent-le-Vieil, Saint-Georges-des-Gardes, Saint-Germain-sur-Moine, Saint-Laurent-de-la-Plaine, Saint-Laurent-des-Autels, Saint-Laurent-du-Mottay, Saint-Lézin, Saint-Macaire-en-Mauges, Saint-Philbert-en-Mauges, Saint-Pierre-Montlimart, Saint-Quentin-en-Mauges, Saint-Rémy-en-Mauges, Saint-Sauveur-de-Landemont, Tillières, Torfou, Valanjou, Villedieu-la-Blouère